# Hymnes homériques
 (décembre 2010).
Si vous disposez d'ouvrages ou d'articles de référence ou si vous connaissez des sites web de qualité traitant du thème abordé ici, merci de compléter l'article en donnant les références utiles à sa vérifiabilité et en les liant à la section « Notes et références ».

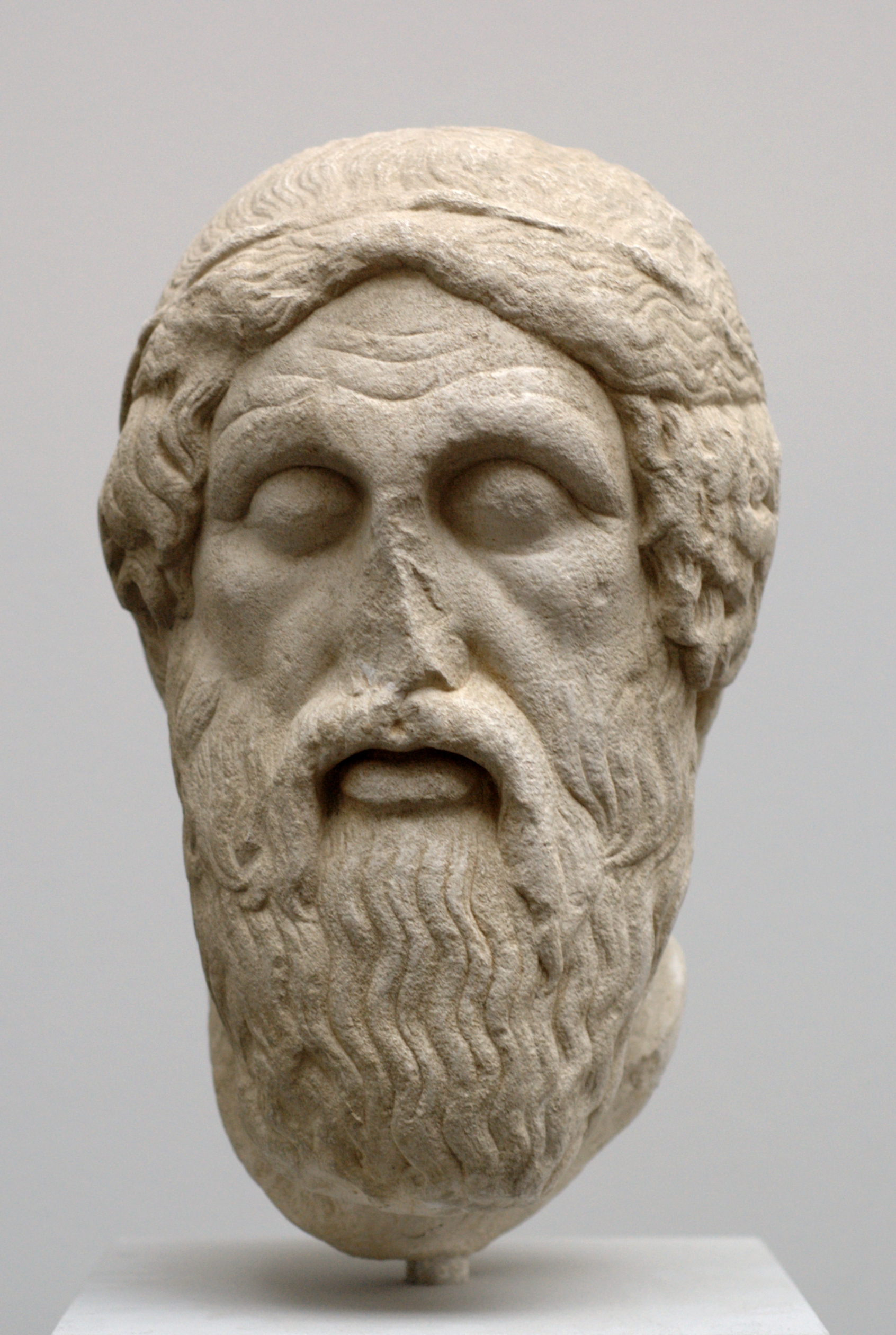
Tête d'Homère, type d'Épiménide. Copie moderne d'après un original à la Glyptothèque

Les Hymnes homériques (du grec ancien : Ὁμηρικοὶ Ὕμνοι / Homērikoì Húmnoi) sont une collection de trente-quatre (ou trente-deux, suivant les décomptes) courts poèmes épiques. Aujourd'hui, on estime que le plus vieux des hymnes, celui à Déméter, remonte à l'époque d'Hésiode.
Chacun des hymnes est dédié à un dieu, et est destiné à être chanté par l'aède en guise de prélude ou proème (du grec ancien προοίμιον / prooímion), avant de passer à une œuvre plus longue. Les Hymnes homériques varient par leur sujet, leur taille (de cinq à cinq cent cinquante vers), leur époque de rédaction (entre le VIIe siècle av. J.-C. et le IVe siècle de notre ère).
L'épithète d'« homérique », qui leur est attribuée, n'est due qu'à leur mètre commun, l'hexamètre dactylique, vers de l'épopée. Parmi les facteurs d'homogénéité entre ces œuvres, on trouve également des formules identiques, annonçant qu'un autre poème va suivre l’Hymne homérique : « …Salut à toi, et je te chanterai dans un autre hymne. »

## Principaux hymnes
- L'Hymne homérique à Déméter raconte la fondation des Mystères d'Éleusis.
- L'Hymne à Hermès est une parodie des épopées, dont le propos burlesque est de raconter les exploits qu'accomplit Hermès dans ses premières heures de vie.
- L'Hymne à Apollon a pour objet l'établissement par le dieu de ses rites. Il est littérature en mouvement, à travers les énumérations d'îles et de cités au fil desquelles Apollon étend son emprise sur tout le monde grec, instituant ici et là ses sanctuaires et ses Mystères. On ne sait s'il faut attribuer l'hymne en entier ou partiellement à Cynéthos de Chios, que l'on pense être l'un des Homérides
- L'Hymne à Aphrodite décrit Aphrodite victime de ses propres traits, succombant aux charmes d'Anchise.
- L'Hymne à Dionysos est le récit de l'effroi qu'inspire le dieu à un équipage qu'il prend en otage et massacre.
- L'Hymne à Pan brille par son style, très recherché et digne des plus fines subtilités de l'alexandrinisme latin[réf. nécessaire].
- L'Hymne à Arès est moins homérique qu'orphique : il constitue une approche relativement révolutionnaire de concevoir le rapport des hommes aux dieux, puisque le dieu des carnages y est invoqué pour empêcher les carnages : on prie le dieu de préserver le croyant de ses attributs, au lieu de lui demander d'en participer. De fait, cet hymne est très tardif.
- Les Hymnes au Soleil et à la Lune sont remarquables par leur symétrie, et le fond astrologique auquel ils renvoient.

## Liste complète des hymnes
1. À Dionysos
2. À Déméter (voir Hymne homérique à Déméter)
3. À Apollon
4. À Hermès
5. À Aphrodite
6. À Aphrodite
7. À Dionysos
8. À Arès
9. À Artémis
10. À Aphrodite
11. À Athéna
12. À Héra
13. À Déméter
14. À la Mère des dieux (Rhéa/Cybèle)
15. À Héraclès au cœur de lion
16. À Asclépios
17. Aux Dioscures
18. À Hermès
19. À Pan
20. À Héphaïstos
21. À Apollon
22. À Poséidon
23. Au tout-puissant fils de Cronos (Zeus)
24. À Hestia
25. Aux Muses et à Apollon
26. À Dionysos
27. À Artémis
28. À Athena
29. À Hestia
30. À la Terre, mère de tout (Gaïa)
31. À Hélios
32. À Séléné
33. Aux Dioscures

## Analyse
Les Hymnes homériques restent une œuvre mal connue, que la critique a souvent considérée comme faisant partie du groupe des minora, utilisée la plupart du temps comme faire-valoir à des œuvres majeures, telles que les Hymnes orphiques, l'épopée homérique, les œuvres d'Hésiode ou de Callimaque de Cyrène. Les commentaires de Roland Barthes sur le proème (dans l’Aventure sémiologique) permettent d'en guider une approche générique très riche.